# Лорейн (округ)
Округ Лорейн (англ. Lorain County) — округ в штате Огайо, США. Официально образован 26 декабря 1822 года. По состоянию на 2010 год, численность населения составляла 301 356 человек.

## География
По данным Бюро переписи США, общая площадь округа равняется 2 391,427 км2, из которых 1 271,950 км2 суша и 1 119,477 км2 или 46,810 % это водоёмы.

## Население
По данным переписи населения 2010 года в округе проживает 301 356 жителей в составе 116 274 домашних хозяйств и 80 077 семей. Плотность населения составляет 223,00 человека на км2. На территории округа насчитывается 127 036 жилых строений, при плотности застройки около 87,00-ми строений на км2. Расовый состав населения: белые — 84,80 %, афроамериканцы — 8,60 %, коренные американцы (индейцы) — 0,30 %, азиаты — 0,90 %, гавайцы — 0,20 %, представители других рас — 0,20 %, представители двух или более рас — 0,20 %. Испаноязычные составляли 0,00 % населения независимо от расы.
В составе 29,20 % из общего числа домашних хозяйств проживают дети в возрасте до 18 лет, 50,50 % домашних хозяйств представляют собой супружеские пары проживающие вместе, 13,50 % домашних хозяйств представляют собой одиноких женщин без супруга, 31,10 % домашних хозяйств не имеют отношения к семьям, 26,00 % домашних хозяйств состоят из одного человека, 10,10 % домашних хозяйств состоят из престарелых (65 лет и старше), проживающих в одиночестве. Средний размер домашнего хозяйства составляет 2,51 человека, и средний размер семьи 3,02 человека.
Возрастной состав округа: 0,00 % моложе 18 лет, 0,00 % от 18 до 24, 0,00 % от 25 до 44, 0,00 % от 45 до 64 и 0,00 % от 65 и старше. Средний возраст жителя округа 36 лет. На каждые 100 женщин приходится 96,30 мужчин. На каждые 100 женщин старше 18 лет приходится 93,60 мужчин.
Средний доход на домохозяйство в округе составлял 52 066 USD, на семью — 64 443 USD. Доход на душу населения составлял 25 002 USD. Около 6,70 % семей и 13,10 % общего населения находились ниже черты бедности, в том числе — 12,90 % молодежи (тех, кому ещё не исполнилось 18 лет) и 6,60 % тех, кому было уже больше 65 лет.